# PZL–102 Kos
A PZL–102 Kos (magyarul fekete rigó) lengyel sport- és túrarepülőgép, amelyet a WSK-Okęcie repülőgépgyár tervezett és gyártott kis sorozatban az 1950-es évek végén. A repülőgép korlátozottan műrepülésre is alkalmas volt.

## Története
A repülőgép tervezése 1957-ben kezdődött Stanisław Lassota irányításával, Janusz Drozdowski és Ryszard Orłowski közreműködésével. A prototípus építése 1957 decemberében kezdődött el, és 1960 májusában készült el. A gépbe egy lengyel gyártmányú,  48 kW-os (65 LE) négyhengeres, léghűtéses WN-1 típusú boxermotort építettek. Az SP-PAD lajstromjelet kapott, PZL–102A jelzésű prototípussal Mieczysław Miłosz, a WSK-PZL berepülőpilótája 1960. június 16-án hajtotta végre az első felszállást. A repülés során gondok jelentkeztek a gép hosszstabilitásával és a vezérsíkok hatékonysága is elégtelen volt.
Ezek kiküszöbölésére meghosszabbították a gép farokrészét és növelték a függőleges vezérsíkok felületét, valamint csökkentették a kabintető magasságát. A módosított, PZL–102B jelzésű második prototípusban nagyobb teljesítményű motort, egy 70 kW teljesítményű Continental C90–12F boxermotort szereltek. A tömegcsökkentés érdekében az eredetileg teljesen fémépítésű repülőgép egyes felületei vászonborítást kaptak. A második, SP-PBC lajstromjelű prototípust a varsói Repülési Intézet (IL) tesztelte, majd jóváhagyta a sorozatgyártását.
A repülőgéppel 1980-ban Antoni Szymański reklám céljából bemutató repülőkörutat tett a Varsó–Bécs–Genf–Reims–London–Luxembourg–Berlin–Varsó útvonalon.
1960–1962 között a WSK-Okęcie nyolcdarabos sorozatot gyártott a típusból. Ebből egy példány maradt Lengyelországban, hét darabot exportáltak. A gépek Ausztriába, Finnországba, Libanonba és Dél-Afrikába kerültek. Ausztriában a típust mezőgazdasági repülőgépként használták (a vegyszeres tartályt az utasülés helyére szerelték). A Lengyelországban maradt SP-EFA (korábban SP-GLO) lajstromjelű gépet a Varsói Repülőklub használta. A gépet később a repülőklub a Varsó-Babicei repülőtéren tárolta. 2015-ben a Varsói Repülőklub a Közlekedési Múzeum Alapítványának adományozta a repülőgépet. A tervek szerint restaurálják majd kiállítják.

## Műszaki jellemzői
Kétüléses, teljesen fémépítésű repülőgép, hagyományos alsószárnya aerodinamikai elrendezéssel. Az egyfőtartós, szabadonhordó szárnyak trapéz alakúak. A szárny duralból készült, a főtartó előtti részen dural borítással, a főtartó mögött vászonborítással. A csűrő réselt. A csűrők és a törzs közötti részen, a szárny alsó felületén féklap található. A törzs két részből áll. Az elülső rész acélcsövekből épített rácsszerkezet, amely a szárnytövet is tartalmazza és ehhez csatlakoznak a főfutók is. A rácsszerkezet duralborítást kapott, amelynek nincs teherviselő funkciója. A kúpos törzs-hátsórész dúralumíniumból készült félhéj szerkezet és egy egységet képez a függőleges vezérsíkkal. A vízszintes és a függőleges kormányfelületeket vászonnal borították. Futóműve hagyományos, hárompontos, farokkereket elrendezésű. A négyhengeres Continental C90–12F boxermotort a repülőgép orrába építették be. A motor állandó állsászögű kéttollú fa légcsavart hajt.

## Műszaki adatok (PZL–102B)

### Tömeg- és méretadatok
- Fesztáv: 8,49 m
- Hossz: 6,97 m
- Szárnyfelület: 11,02 m²
- Magasság: 1,88 m
- Üres tömeg: 418 kg
- Legnagyobb felszálló tömeg: 630 kg
- Hasznos terhelés: 212 kg

### Motor
- Motor típusa: Continental C90–12F négyhengeres, léghűtéses benzinüzemű motor
- Motorok száma: 1 db
- Maximális teljesítmény: 71 kW (95 LE)
- Üzemanyag-fogyasztás: 18 l/h

### Repülési adatok
- Gazdaságos utazósebesség: 174 km/h
- Maximális sebesség: 193 km/h
- Leszálló sebesség: 78 km/h
- Emelkedőképesség: 3,5 m/s
- Szárny felületi terhelése: 48,1 kg/m²
- Maximális utazómagasság: 3800 m
- Hatótávolság: 640 km
- Felszállási úthossz: 460 m